# Saab 2000
El Saab 2000 es un avión de pasajeros bimotor turbohélice fabricado por la compañía sueca Saab entre 1994 y 1999, como una modificación del Saab 340. La compañía se decidió a construir el modelo en diciembre de 1988 debido a las repetidas peticiones de un avión turbohélice que mantuviera las ventajas de los mismos, pero aproximándose a las prestaciones de los aviones de reacción. Es uno de los aviones turbohélice más rápidos de la historia de la aviación, pudiendo alcanzar 665 km/h.
El primer vuelo del Saab 2000 tuvo lugar el 26 de marzo de 1992, entrando en servicio en 1994, unos meses después de obtener los certificados pertinentes por parte de las autoridades de aviación civil europea (JAA) en marzo y estadounidense (FAA) en abril.

## Diseño y desarrollo

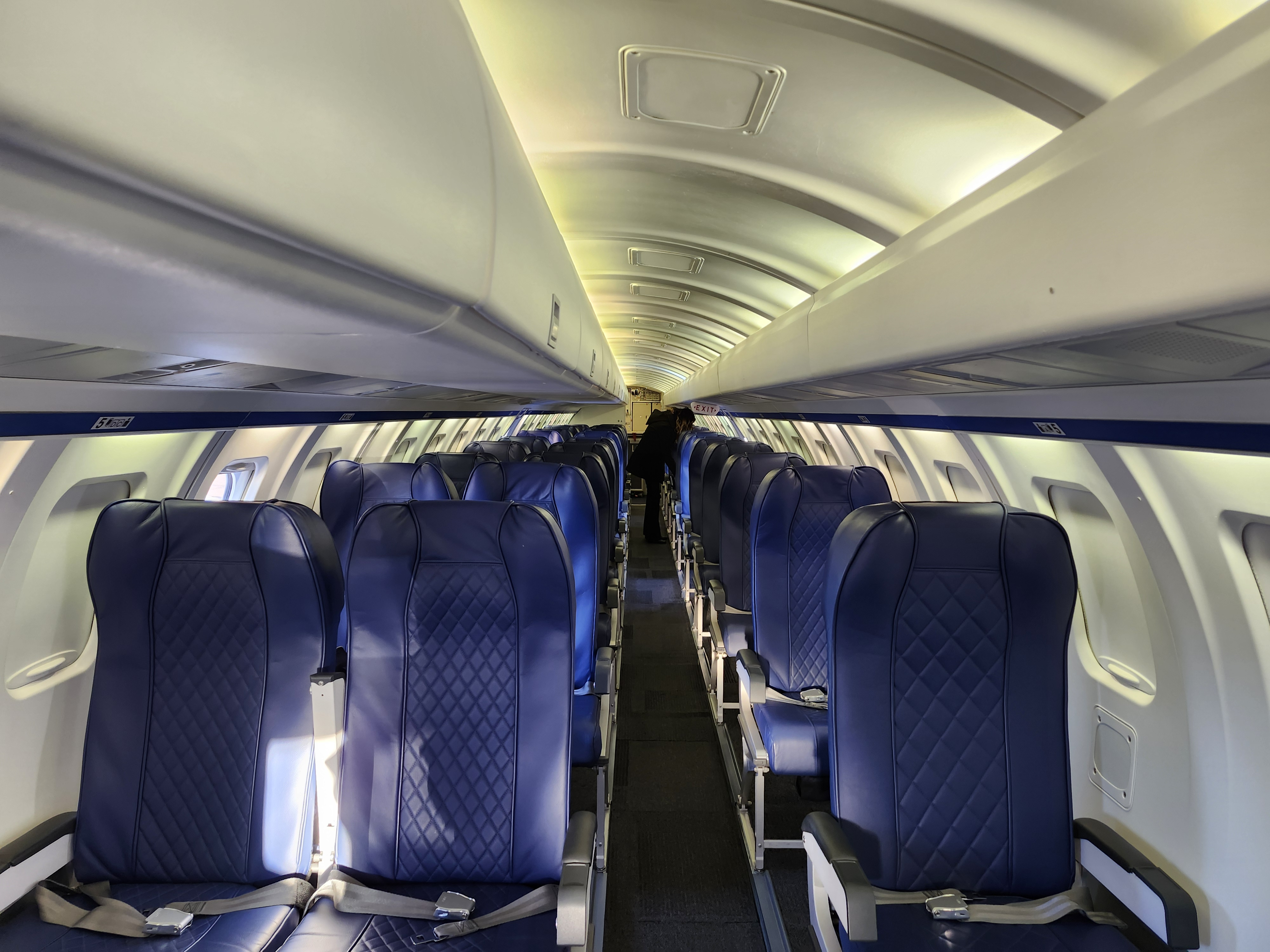
Cabina económica en configuración 1-2 de un Saab 2000

El avión es bimotor, con alas rectas y extendidas para mejorar su performance de vuelo a baja altitud y velocidad, lo que permite el aterrizaje en pistas cortas, tiene una envergadura un 15% mayor que la del Saab 340, y con sus 7,55 metros de largo adicional puede transportar hasta a 50 pasajeros. El Saab 2000 fue el primer avión comercial en usar los nuevos motores de turbo hélice Rolls-Royce AE 2100. Cada motor de turbina con hélices acopladas en su eje, iba en la correspondiente ala por ser un avión bimotor, como en el anterior modelo Saab 340, pero ligeramente más alejados del fuselaje, por ser un avión más grande.
Las ventas del Saab 2000 fueron bastante limitadas, destacando las 34 unidades operadas por la Crossair, aerolínea participada por la suiza Swissair porque todavía estaba en servicio el anterior modelo Saab 340 en otras empresas aéreas de Europa, del que se construyeron más de 400 unidades vendidas a diferentes países del mundo. Debido a sus bajas ventas internacionales desde su introducción al mercado, Saab dejó de producirlo en 1999. A partir de 2000, solo 54 Saab 2000 quedaban en servicio en diferentes países. La razón principal de las bajas ventas fue el éxito de los nuevos aviones regionales a reacción de bajo coste, como el brasileño Embraer 145 o el canadiense CRJ-200, que tenían mejor rendimiento y confort por el mismo precio inicial.
En junio de 2006, Pakistán finalizó la operación de compra de 6 Saab 2000 equipados con el sistema Saab-Ericsson Erieye de Alerta temprana y control aerotransportado (AEW&C) para ser operado como un avión de vigilancia y reconocimiento.

## Componentes
Reino Unido

### Electrónica

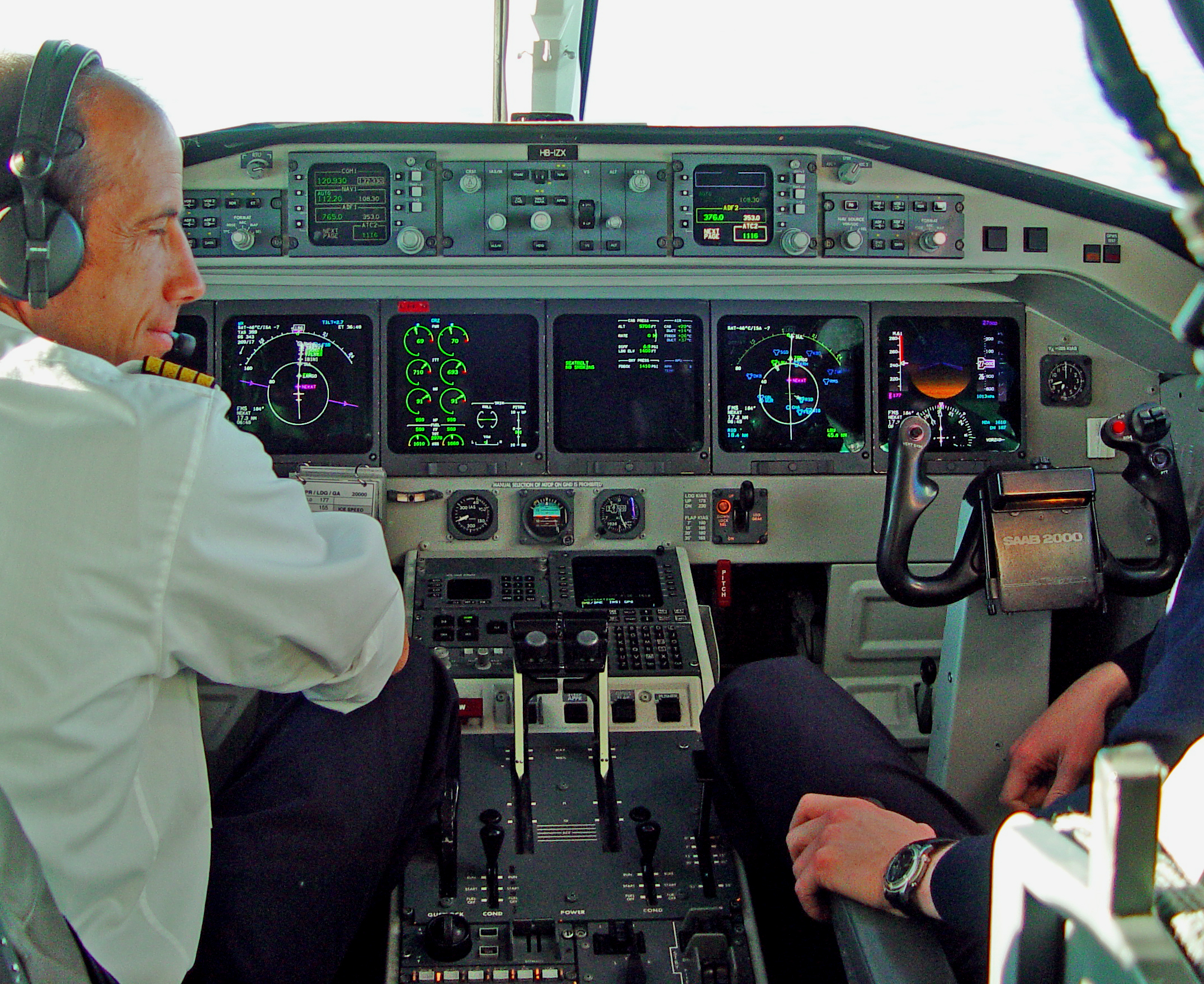
Cabina de mando de un Saab 2000 de Swiss International Air Lines

| Sistema               | País                      | Fabricante | Notas      |
| --------------------- | ------------------------- | ---------- | ---------- |
| Sensores AoA          |                           |            | 2          |
| TAWS                  | Bandera de Estados Unidos | Honeywell  | EGPWS      |
| RAAS (opción 2004)    | Bandera de Estados Unidos | Honeywell  | EGPWS      |
| SmartLanding (opción) | Bandera de Estados Unidos | Honeywell  | EGPWS MK V |
| SmartRunway (opción)  | Bandera de Estados Unidos | Honeywell  | EGPWS MK V |

### Propulsión

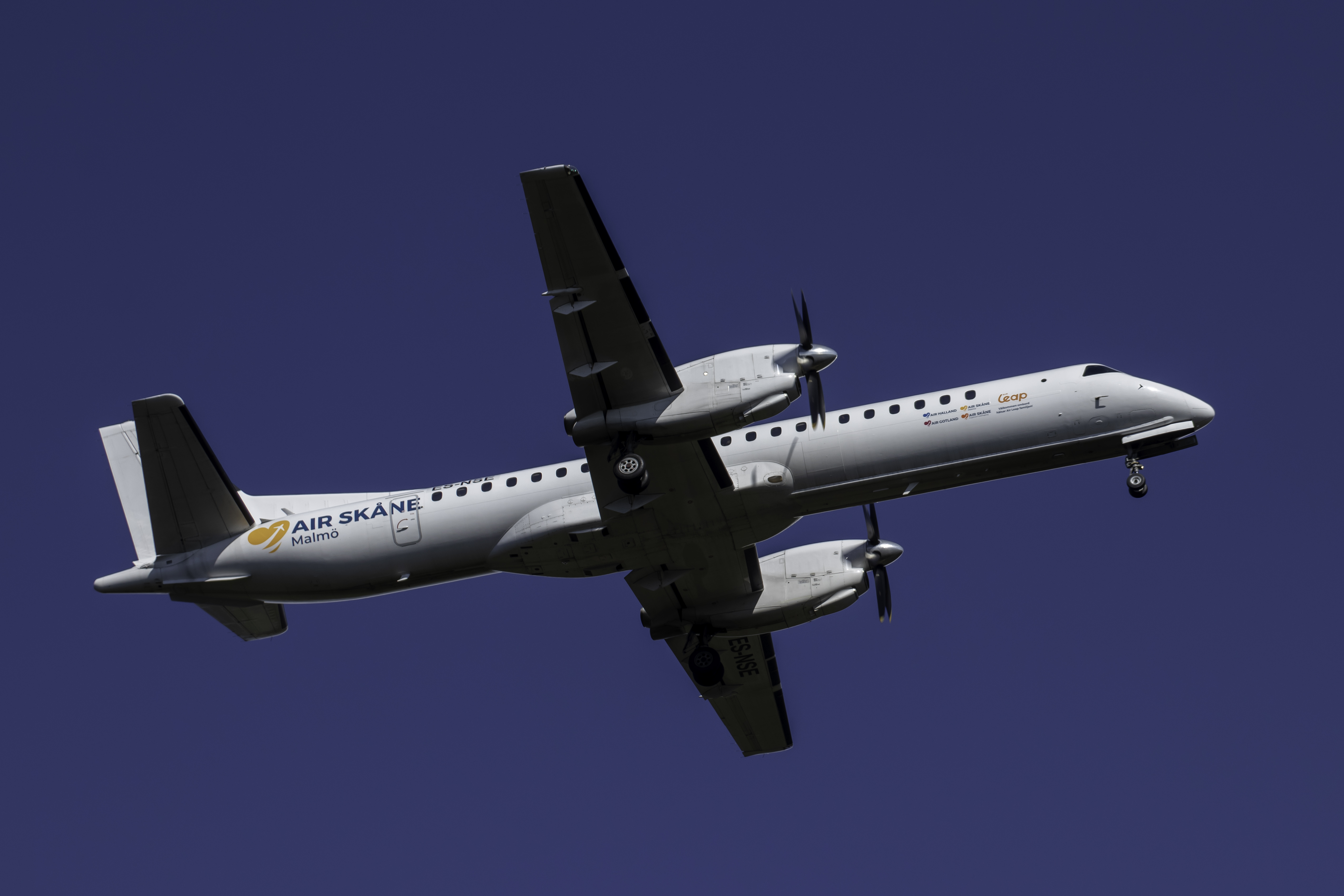
Saab 2000 de Air Leap aterrizando en el aeropuerto de Visby

| Sistema | País                    | Fabricante           | Notas                    |
| ------- | ----------------------- | -------------------- | ------------------------ |
| Motor   | Bandera del Reino Unido | Rolls-Royce Holdings | 2 × Rolls-Royce AE 2100A |

## Operadores

### Civiles
Se construyeron 63 modelos del avión y a septiembre de 2019 quedan operativos 32 aeronaves.
En septiembre de 2019, las compañías aéreas que seguían operando el avión eran las siguientes:
- Freight Runners Express (7)[3]
- NyxAir (5)[4]
- Meregrass Inc (4)[5]
- Täby Air Maintenance (3)[6]

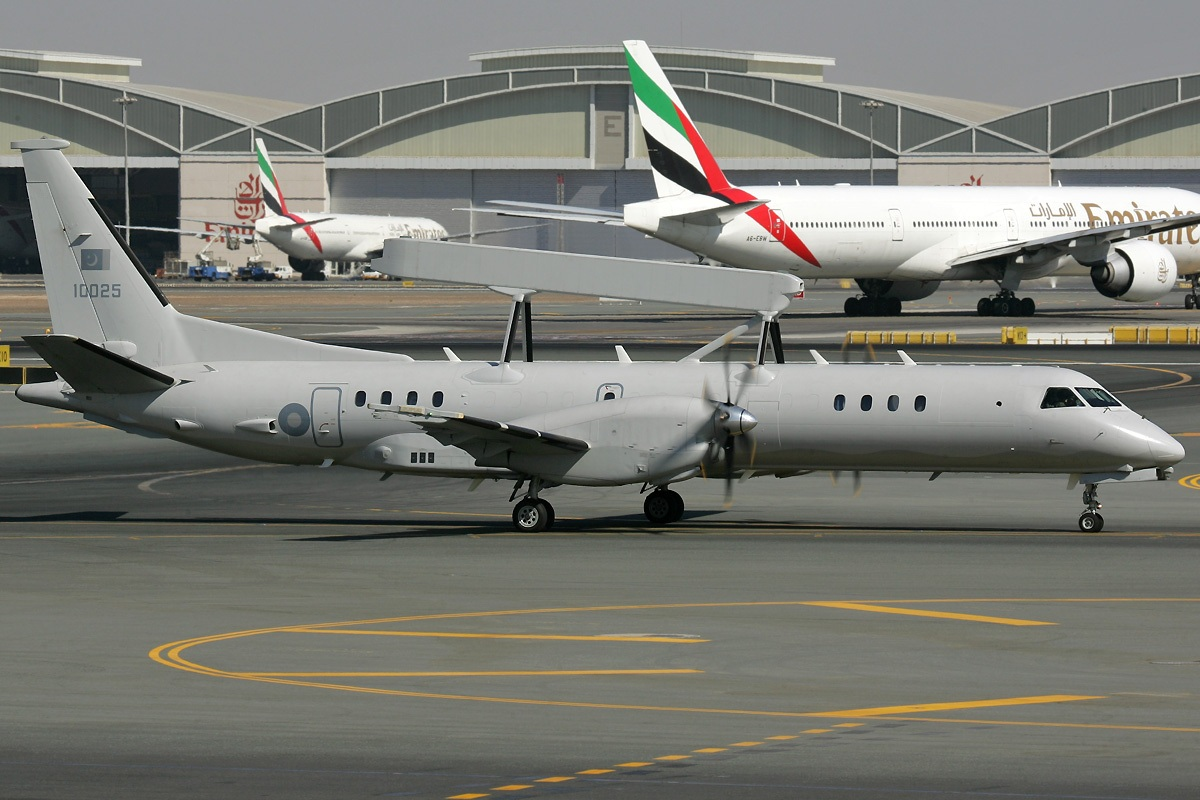
Saab 2000 de la Fuerza Aérea Pakistaní equipado con el radar Erieye.

- Sterling Airways (2)[7]
- Sveaflyg (2)[8]

### Militares
Pakistán
- Fuerza Aérea Pakistaní: 12 Saab 2000, que incluyen 4 equipados con el radar Erieye y sistemas asociados, que les confieren capacidades de Alerta temprana y control aerotransportado (AEW&C).[9][10][11]

 Japón
- Japan Civil Aviation Bureau: 2 Saab 2000

### Antiguos Operadores

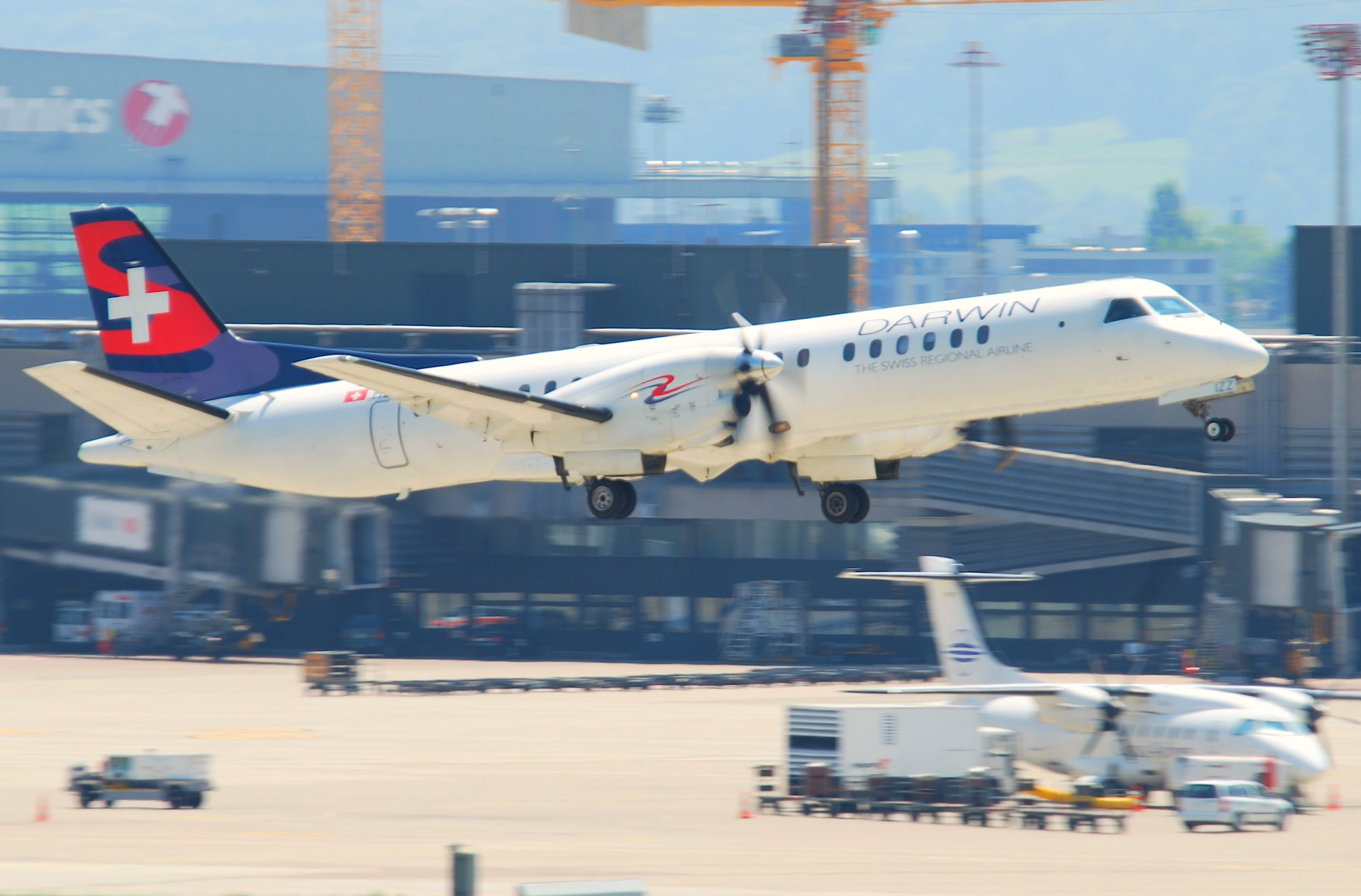
Saab 2000 de Darwin Airline despegando del aeropuerto de Zúrich en 2010

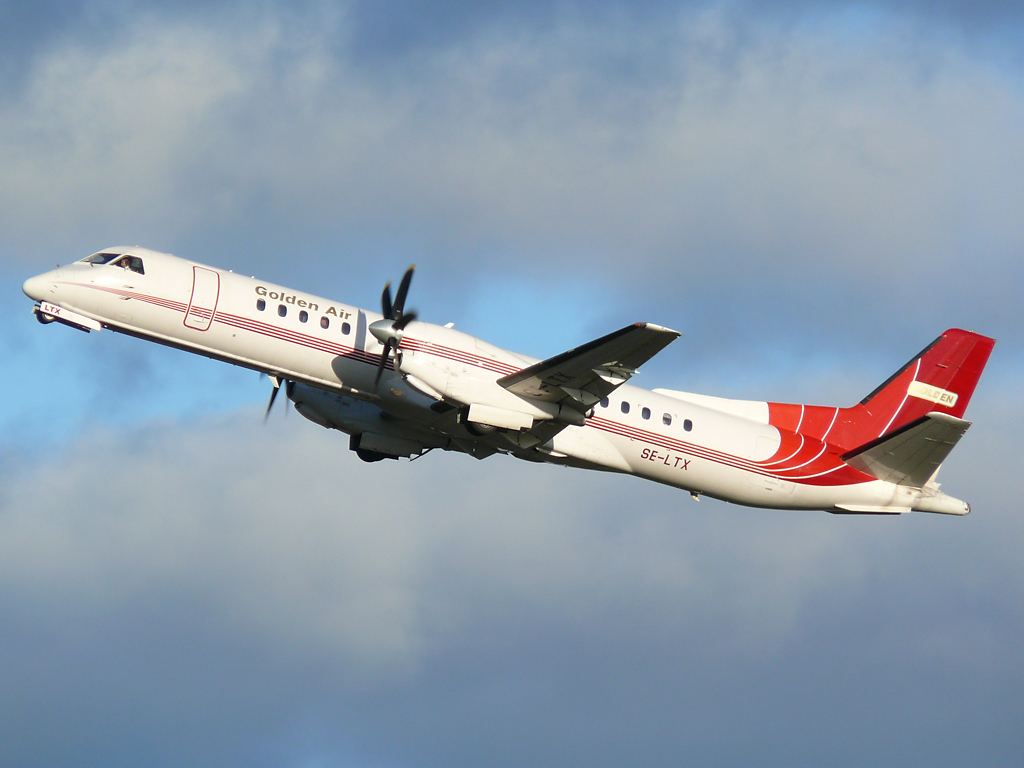
Saab 2000 de la compañía sueca Golden Air.

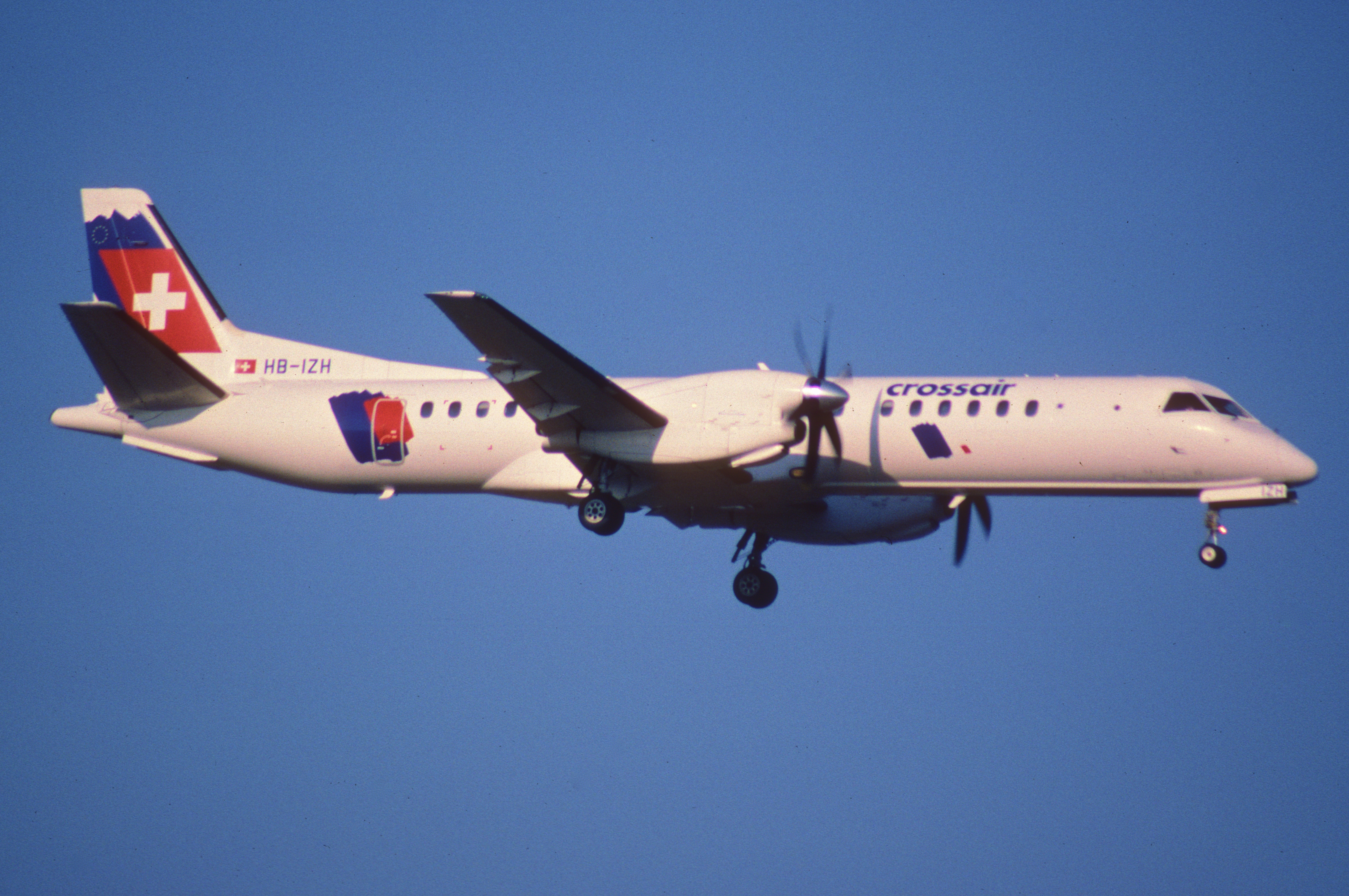
Saab 2000 de Crossair en el aeropuerto de Zúrich en 2000

#### América
Estados Unidos
- PenAir (6)[12]

#### Asia
Chipre
- Tus Airways (3)[13]

#### Oceanía
Vanuatu
- Air Vanuatu (1)[14]

#### Europa
Eslovenia
- Adria Airways (6)[15]

 Francia
- Air France (7)[16]

 Portugal
- Portugália (2)[17]

 Reino Unido
- Eastern Airways (11)[18]
- Loganair (5)[19]
- BA Cityflyer (3)[20]

 Rumania
- Blue Air (1)[21]

 Suecia
- Air Leap (3)[22]
- Scandinavian Airlines System (1)[23]
- Braathens Regional (1)[24]
- Malmö Aviation (1)[25]

 Suiza
- Crossair
- Darwin Airline
- Swiss International Air Lines (31)[26]

## Especificaciones

### Características generales
- Tripulación: 3/4
- Capacidad: 50-58 pasajeros
- Longitud: 27,28 m
- Envergadura: 24,76 m
- Altura: 7,72 m
- Superficie alar: 55,7 m²
- Peso vacío: 13.800 kg
- Peso máximo al despegue: 22.999 kg
- Planta motriz: 2× turbohélice Rolls-Royce AE 2100A.
  - Potencia: 3.096 kW cada uno.

### Rendimiento
- Velocidad crucero (Vc): 682 km/h a 25.000 pies 424 mph
- Alcance: 2.868 km 1.549 mi
- Techo de vuelo:  31.000 pies
- Régimen de ascenso: 11,4 m/s 2250 pies/min

### Desarrollos relacionados
- Saab
- Saab 340

### Aeronaves similares
- Bombardier Dash 8
- CASA 3000
- ATR 72
- Fokker 50
- BAe ATP
- Ilyushin Il-114
- Antonov An-140
- EMB 120 Brasilia

### Listas relacionadas
- Anexo:Aviones de línea regionales